# Заха Хадід
Дама За́ха Мохаммад Хаді́д (англ. Zaha Mohammad Hadid; 31 жовтня 1950, Багдад, Ірак — 31 березня 2016, Маямі, США) — британська архітекторка, скульпторка, ювелірка, художниця та викладачка іракського походження. Лауреатка Прітцкерівської премії з архітектури 2004 року. Представниця деконструктивістського напрямку в архітектурі. Засновниця архітектурного бюро Zaha Hadid Architects.

## Біографія
Народилася у Багдаді (Ірак) у 1950 році в родині колишнього Міністра фінансів Іраку Мохаммада Хадіда, який був на посаді у 1958—1963 рр. Здобула науковий ступінь з математики у Американському Університеті в Бейруті перед переїздом на навчання до лондонської Школи Архітектури при Асоціації Архітектури. Після закінчення школи працювала зі своїми колишніми викладачами Ремом Колгасом та Елією Зенгелісом у роттердамському архітектурному бюро Office for Metropolitan Architecture, ставши однією з його співзасновників у 1977 році.
Дипломний проєкт Заги Хадід називався «Тектонік Малевича» (К. Малевич (1878—1935) ). У змісті проєкту відобразилися мистецькі ідеї іншого вихідця з України харків'янина В. Татліна (1885—1956).
У 1980 році відкрила у Лондоні власне архітектурне бюро Zaha Hadid Architects. Протягом 1980-их викладала у Асоціації Архітектури та інших престижних закладах у всьому світі. Керувала кафедрою Кендзо Танге у Вищій Школі Дизайну при Гарвардському Університеті, кафедрою Саллівена у Школі Архітектури при Іллінойському університеті в Чикаго.
Будинки за проєктам Захи Хадід зведені в різних країнах світу — від Німеччини і Італії до Гонконгу і Азербайджану. Серед її проєктів — лондонський олімпійський комплекс водних видів спорту, оперний театр в Гуанчжоу (Китай), Центр Гейдара Алієва у Баку, також вона розробила проєкт одного з стадіонів для чемпіонату світу з футболу у Катарі у 2022 році.
Заха Хадід — перша жінка, нагороджена Прітцкерівською премією, а також перша і єдина жінка, що отримала Королівську золоту медаль RIBA.
31 березня 2016 року в 65-річному віці померла від серцевого нападу в Маямі, де лікувалася від бронхіту.

## Нагороди
- Прітцкерівська премія (2004);
- Стерлінгівська премія (2010, 2011);
- Королівська золота медаль RIBA (2016);
- Дама-командор Ордена Британської імперії.

## Ранні будівлі (1991—2005)

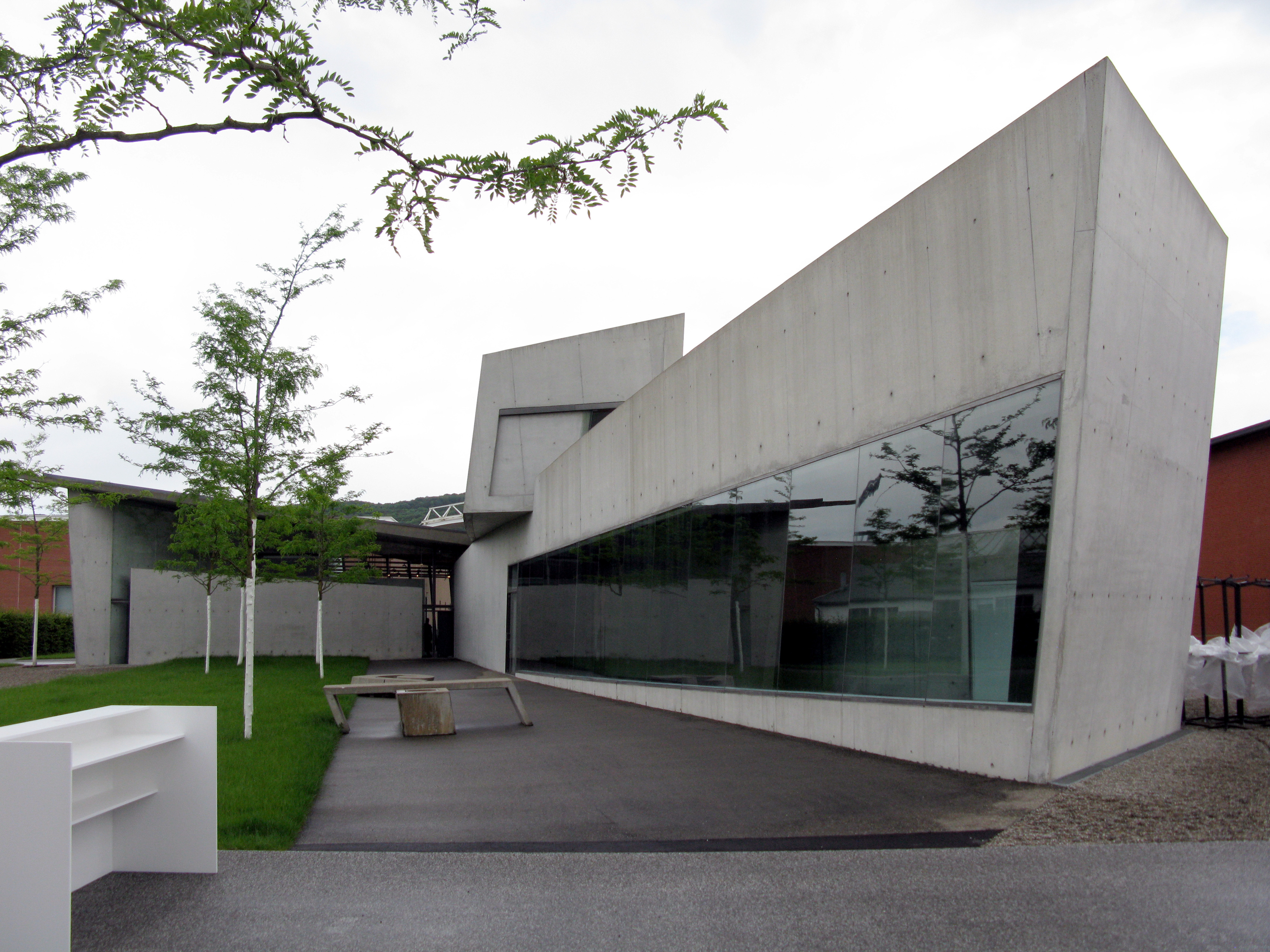
Пожежна станція «Вітра» у Вайль-на-Рейні, Німеччина (1991–93)
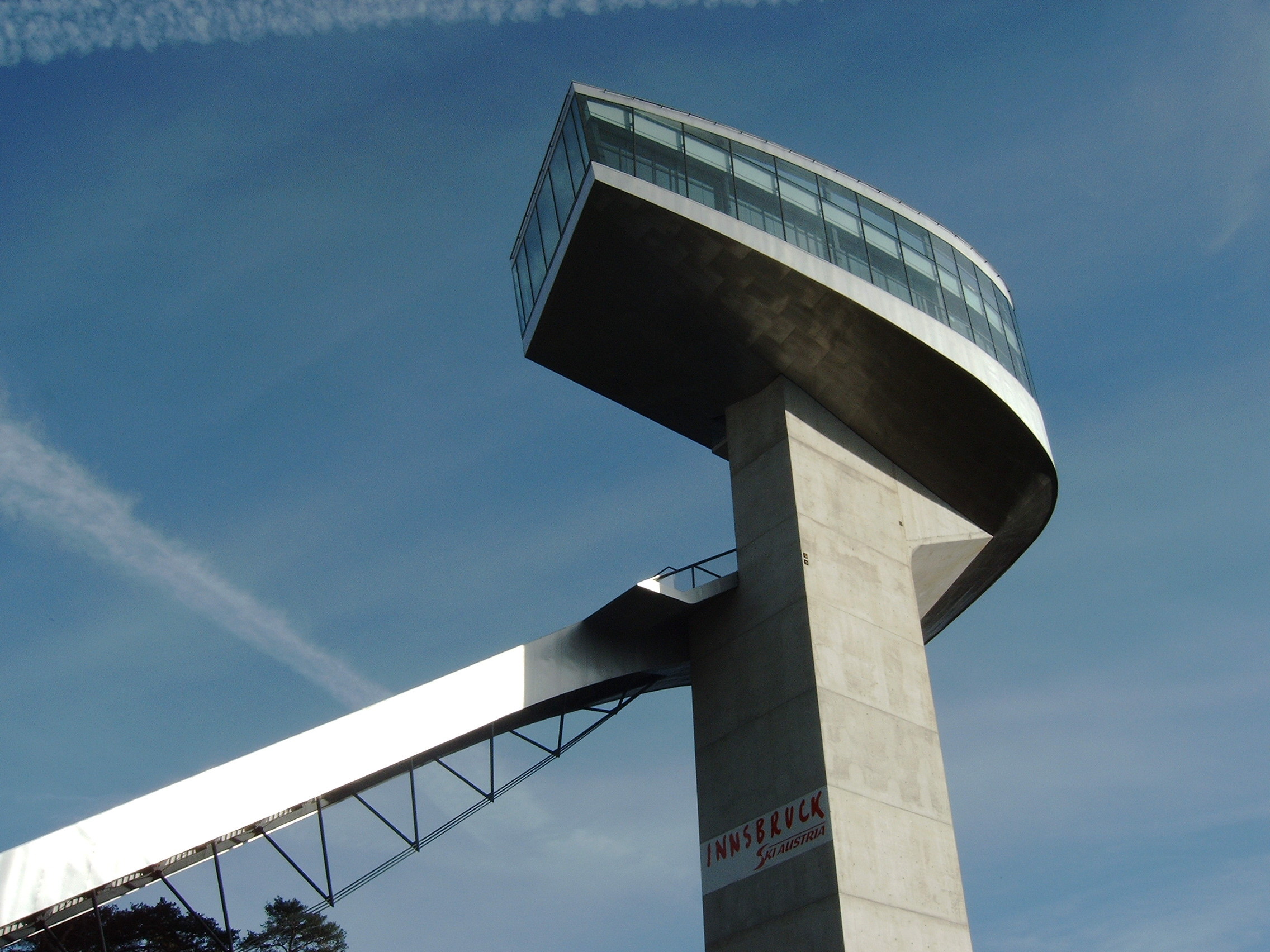
Бергісельська[en] вежа для лижних стрибків, Інсбрук, Австрія (1999-2002)
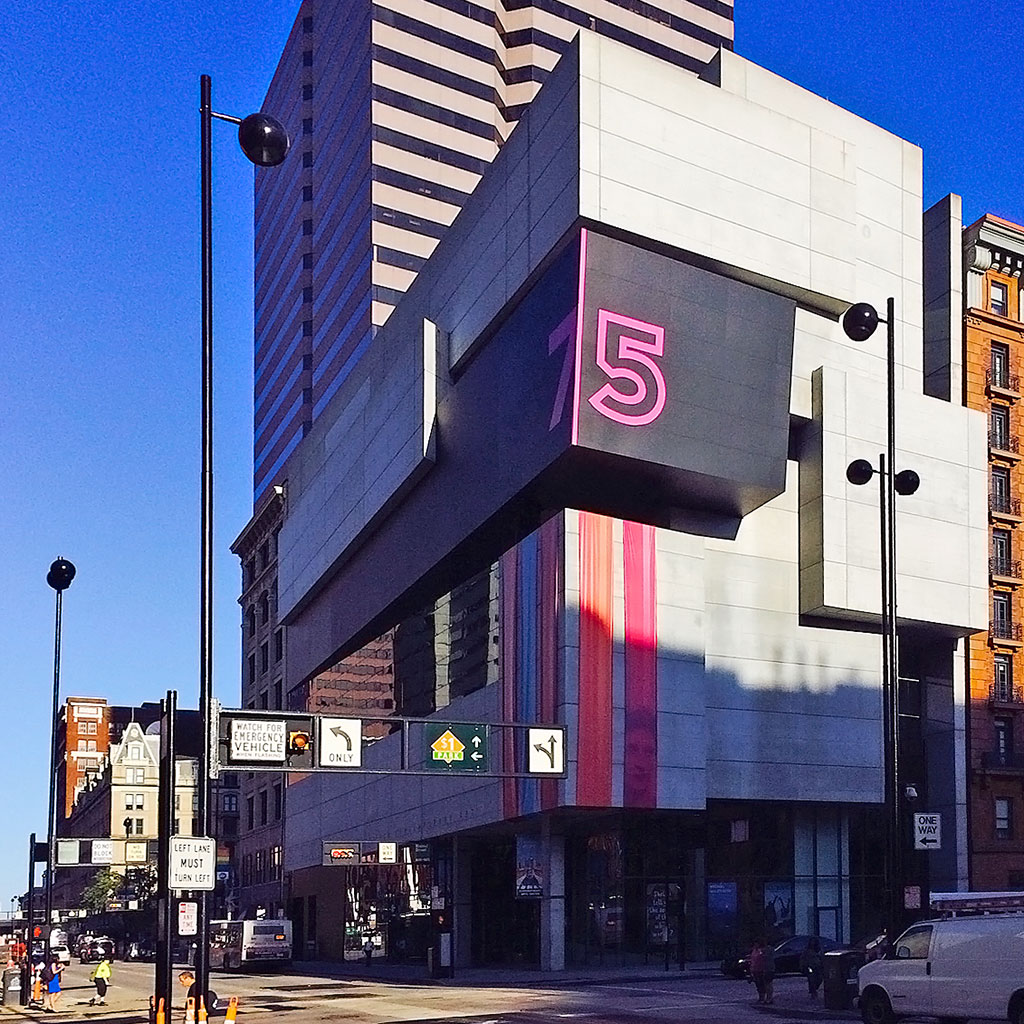
Центр сучасного мистецтва, Цинциннаті (1997-2003)
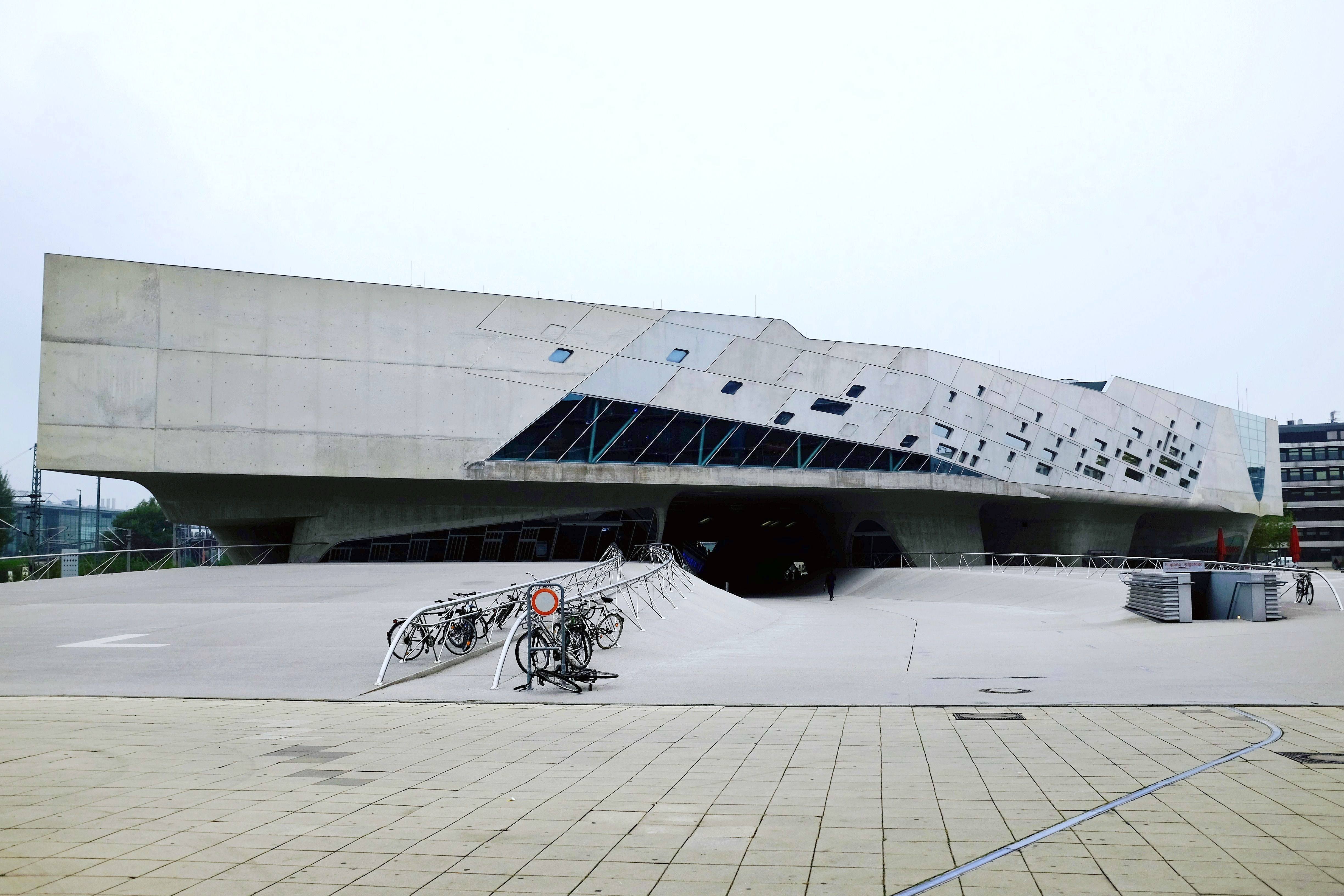
Науковий центр «Phæno»[en], Вольфсбург, Німеччина (2000-2005)
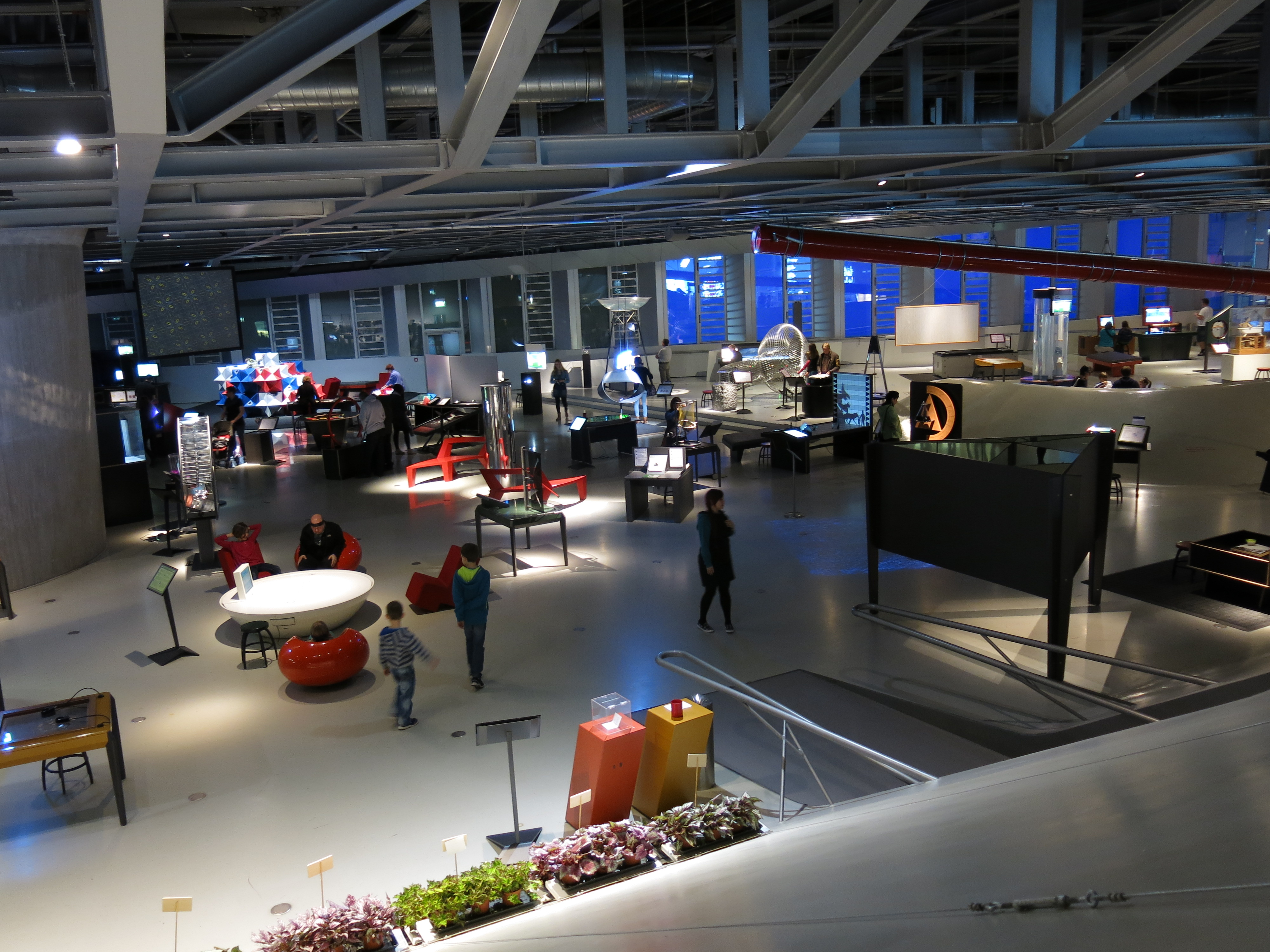
Науковий центр «Phæno»[en] усередині
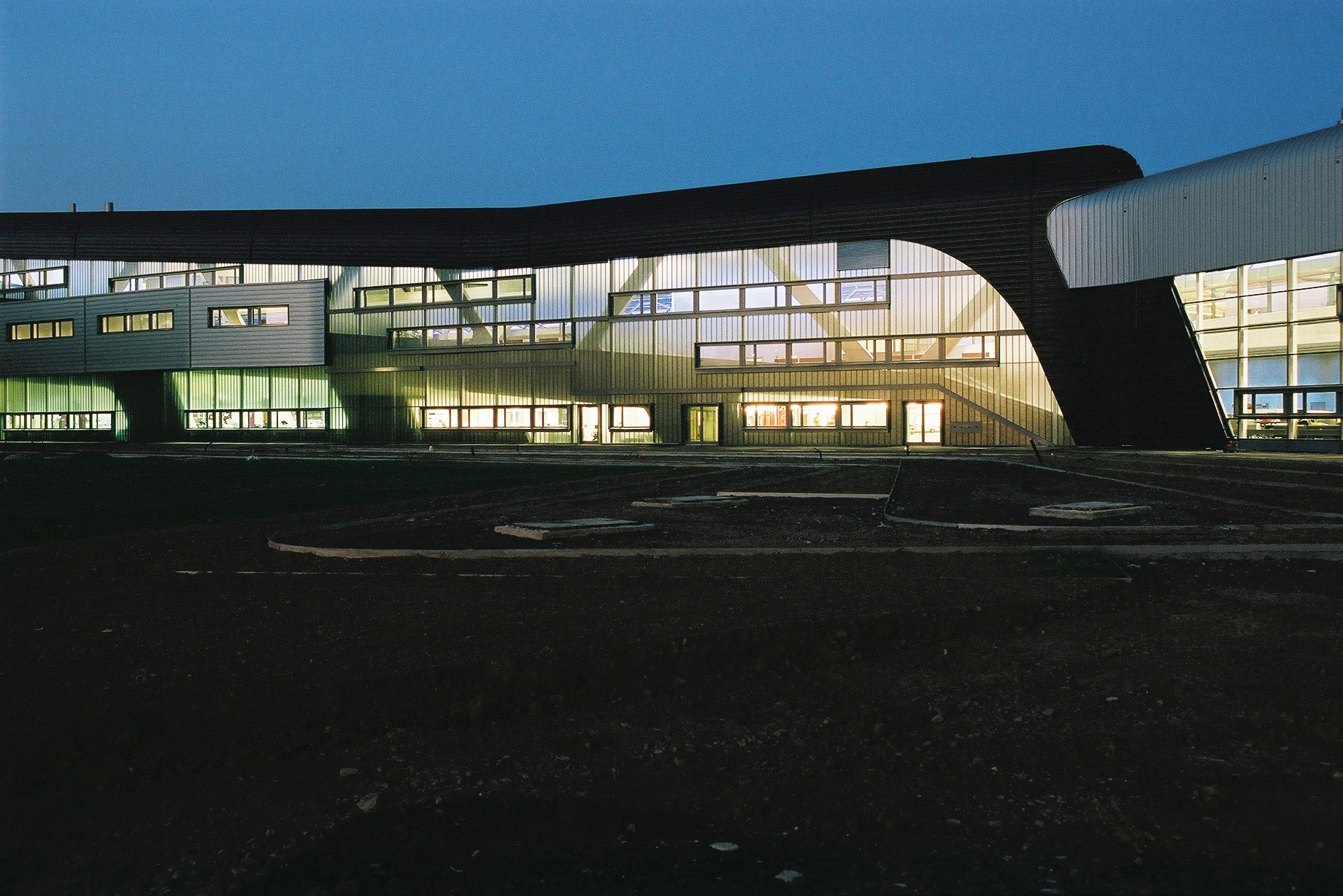
Адміністративна будівля заводу BMW у Лейпцигу, Німеччина (2001-2005)
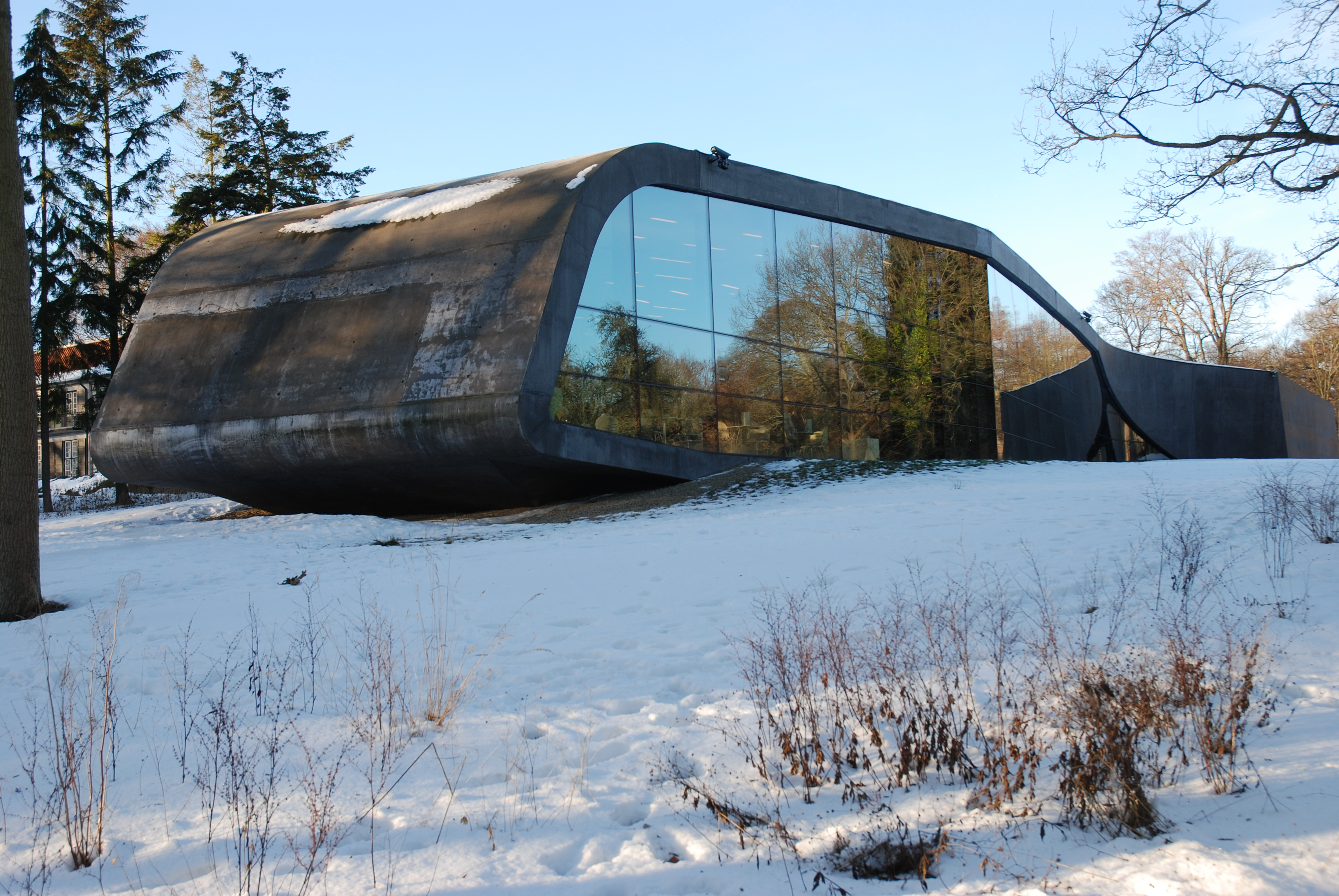
Одна з будівель музею «Ordrupgaard»[en], Копенгаген, Данія (2001-2005)

## Великі проєкти (2006—2010)

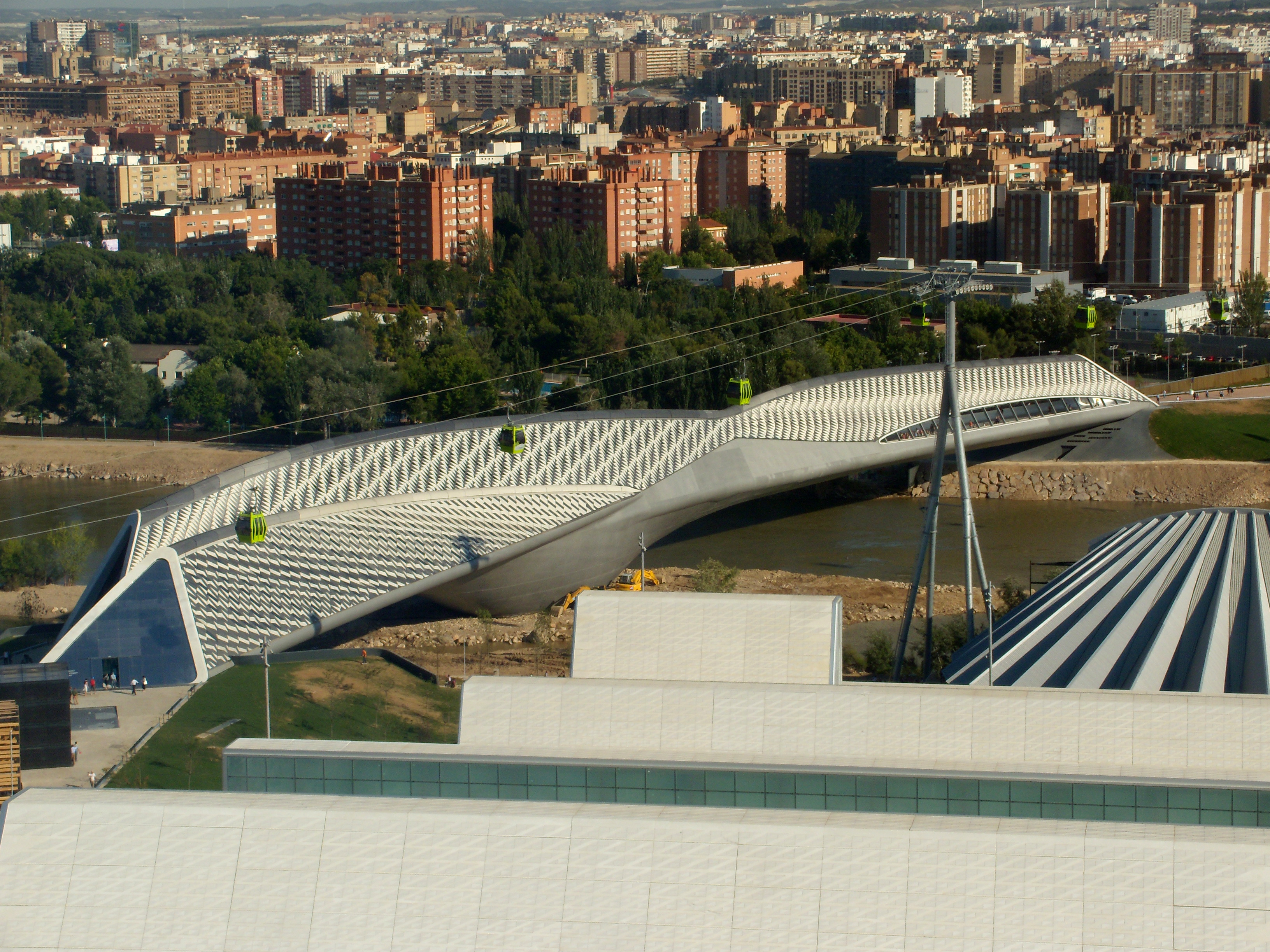
Мостовий павільйон у Сарагосі, Іспанія (2005–2008)
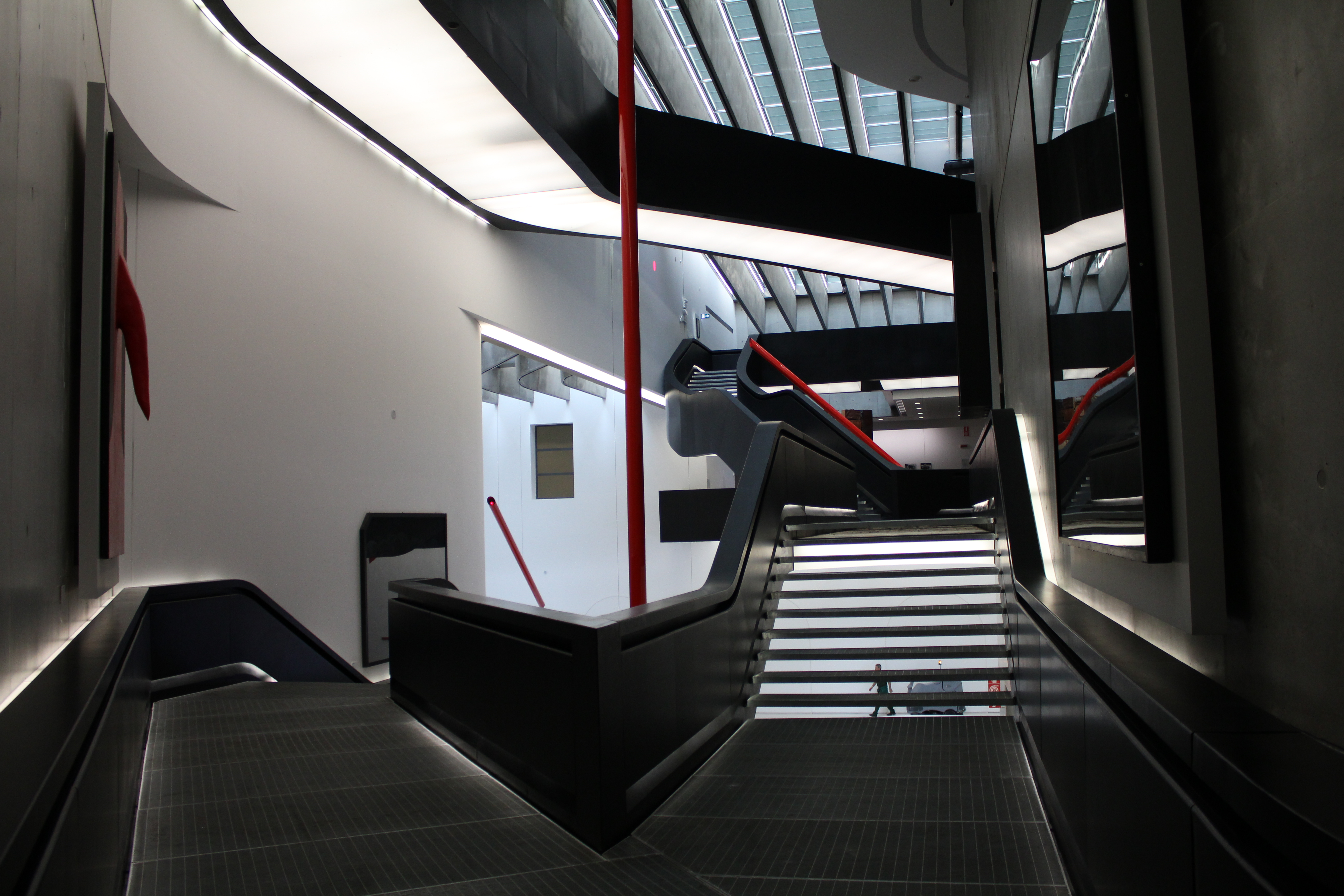
Інтер'єр Національного музею 21-го століття[en] у Римі, Італія (1998–2010)
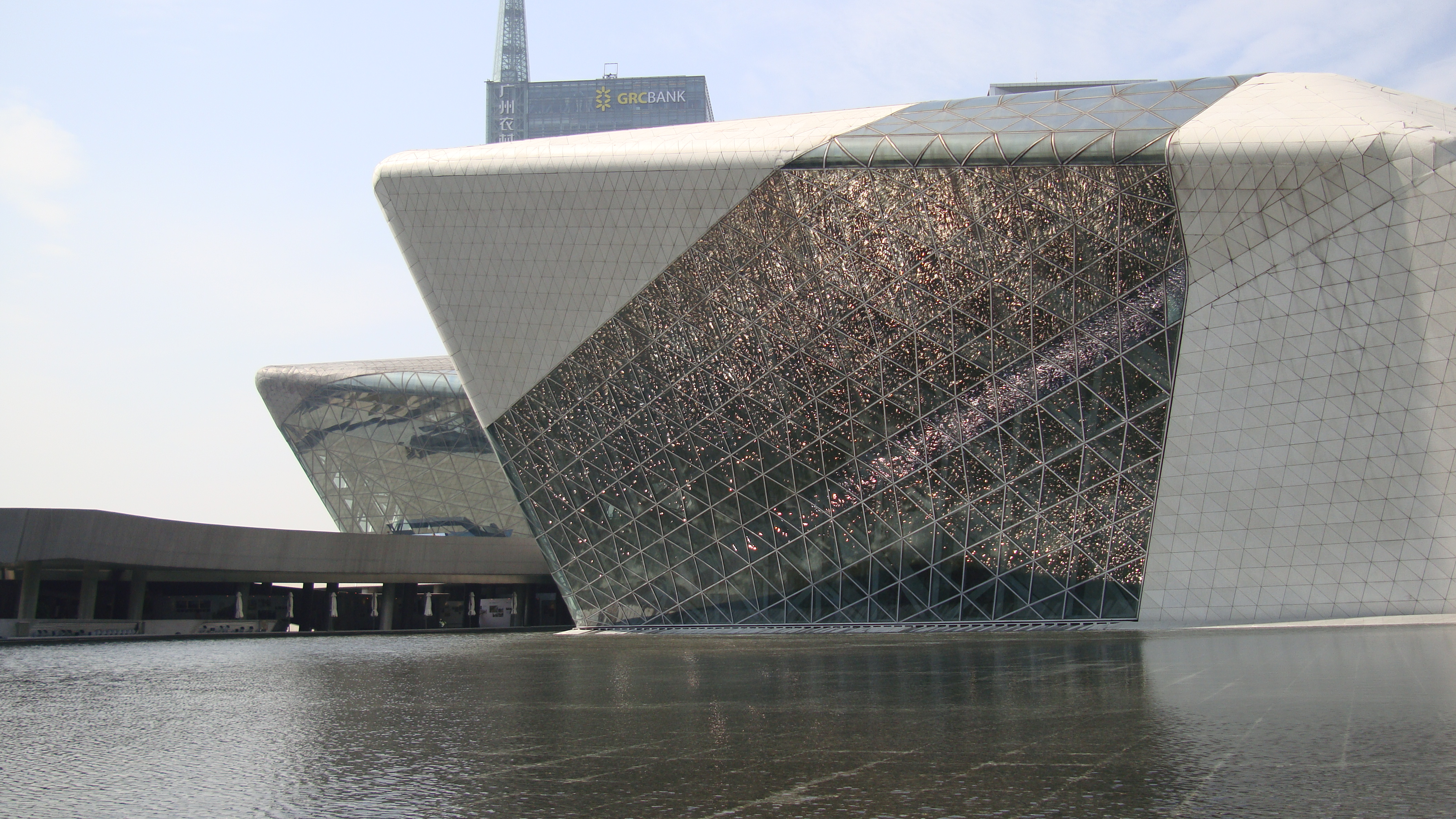
Оперний театр Гуанчжоу, Гуанчжоу, Китай (2003–2010)

## Великі проєкти (2011—2012)

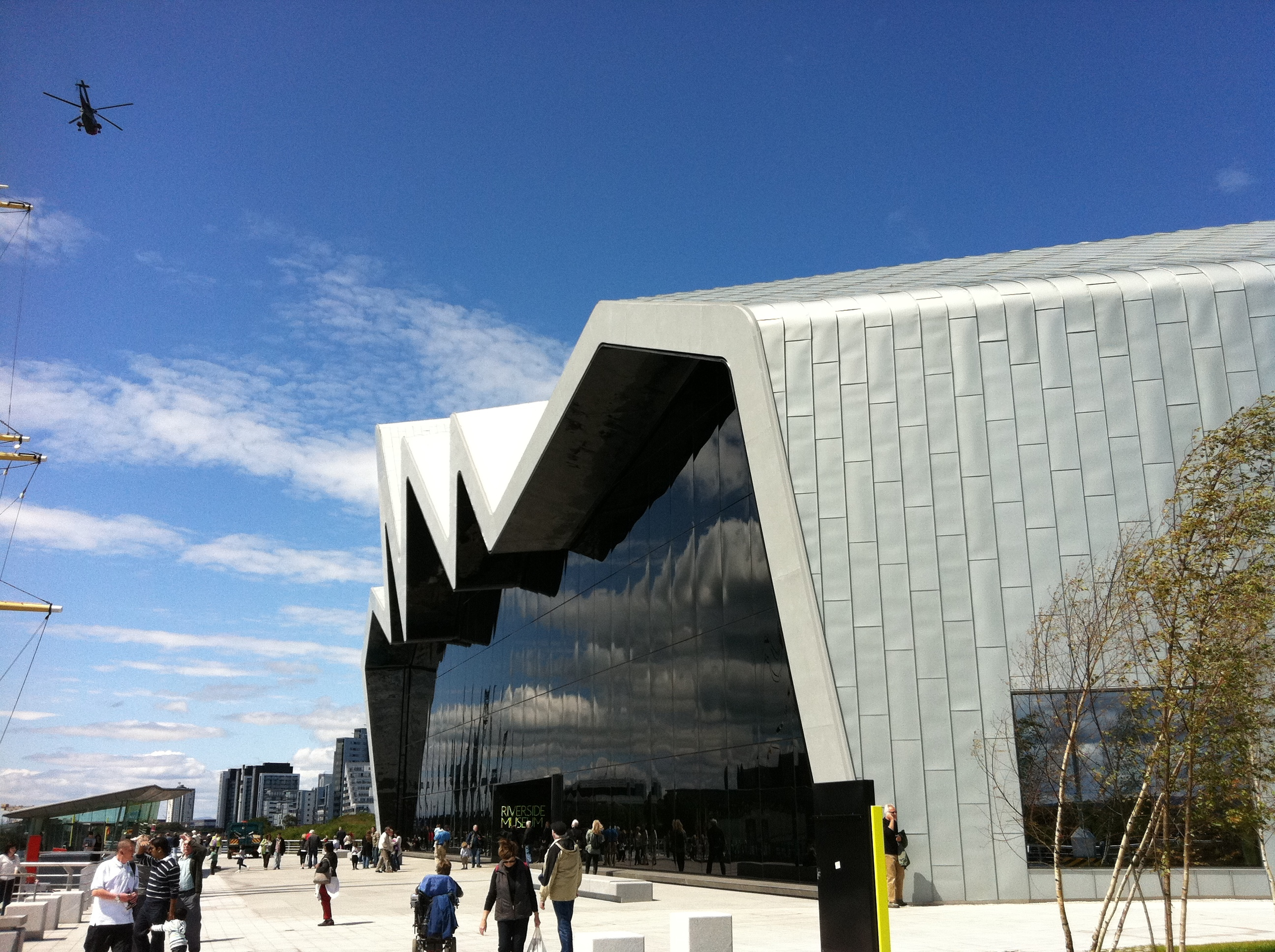
Музей Ріверсайд[en], Глазго, Шотландія (2004–2011)
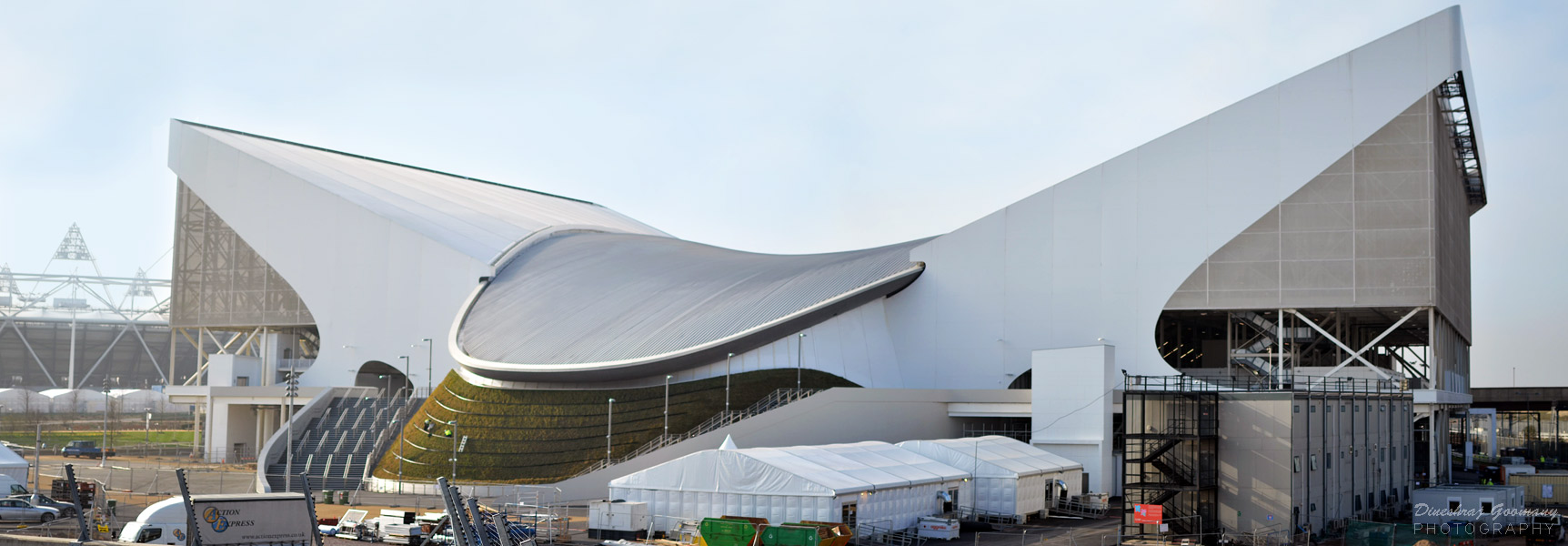
Центр водних видів спорту, збудований до Літніх олімпійських ігор 2012 року, Лондон (2005–2012)
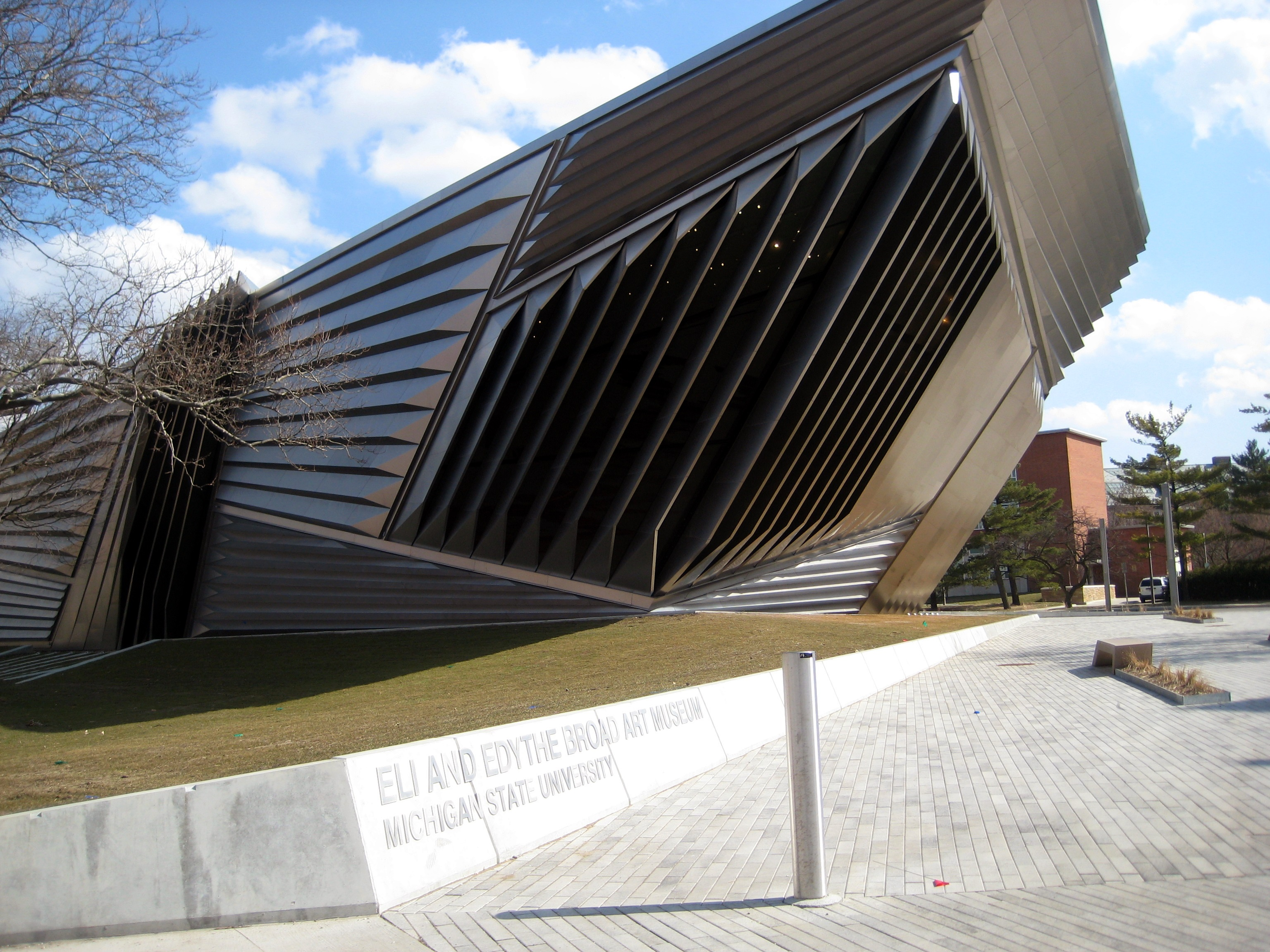
Музей мистецтв Бродів[en] у Східному Лансінгу, Мічиган (2007–2012)
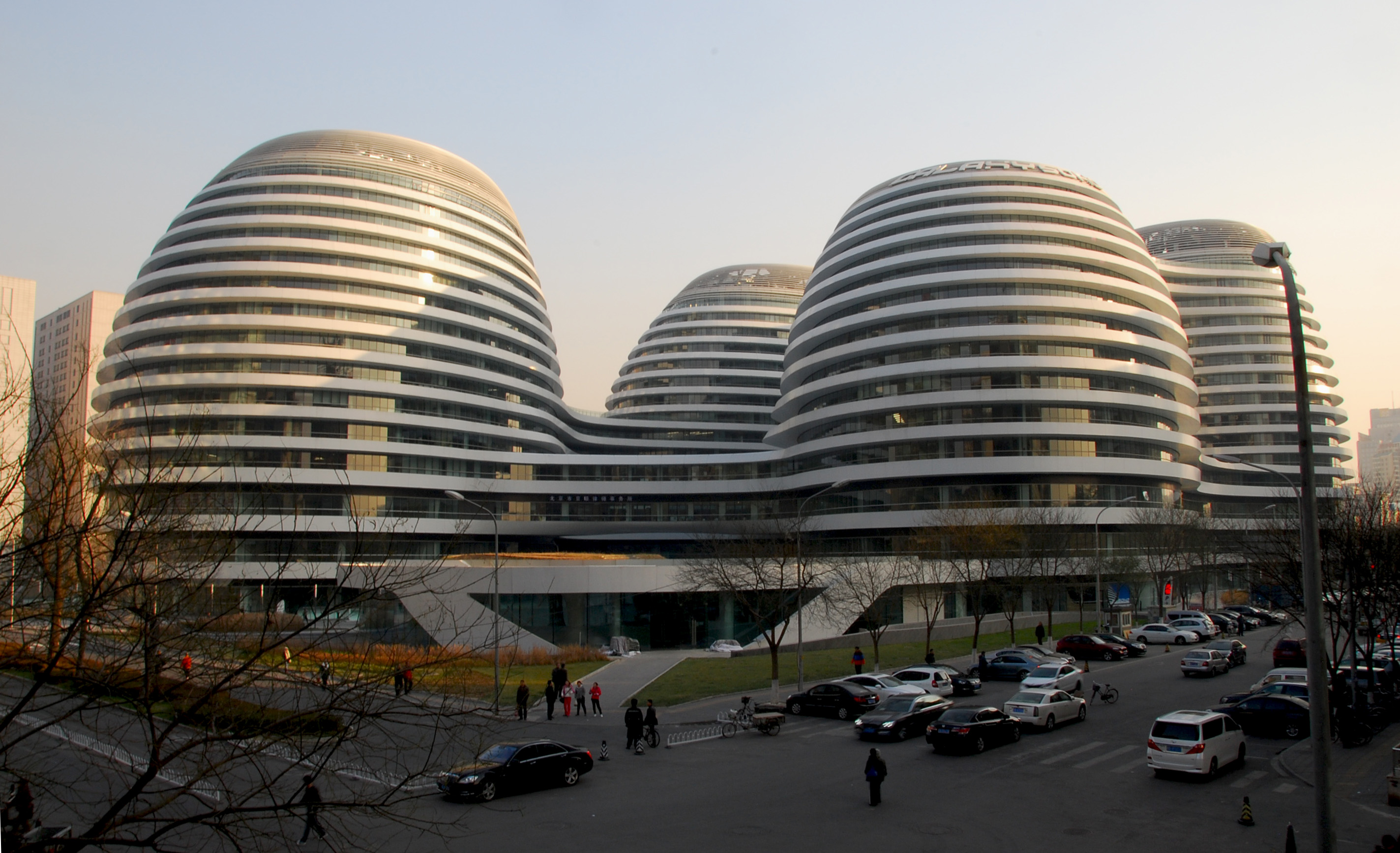
Галактичне СОХО у Пекіні, Китай (2008–2012)